# Philodromus gertschi
Philodromus gertschi es una especie de araña cangrejo del género Philodromus, familia Philodromidae. Fue descrita científicamente por Schick en 1965.
El holotipo masculino mide 3,5 mm y el femenino 4,5 mm.
Esta especie recibe su nombre en honor a Willis John Gertsch.

## Distribución
Esta especie se encuentra en los Estados Unidos (California y Oregón).